# (6333) Helenejacq
(6333) Helenejacq est un astéroïde de la ceinture principale.

## Description
(6333) Helenejacq est un astéroïde de la ceinture principale. Il fut découvert le 3 juin 1992 à l'Observatoire Palomar par Gregory J. Leonard. Il présente une orbite caractérisée par un demi-grand axe de 2,18 UA, une excentricité de 0,05 et une inclinaison de 3,1° par rapport à l'écliptique.

## Compléments